# Абкін Абрам Давидович
Абрам Давидович Абкін (рос. Абрам Давыдович Абкин, 2 лютого 1903, Полоцьк — 19 лютого 1983, Москва) — російський фізикохімік. Доктор хімічних наук (1952). Заслужений діяч науки Росії (1974).

## Наукова робота
Основні роботи Абрама Давидовича Абкіна присвячені вивченню механізму полімеризацій процесів. Розробив кількісну теорію кополімеризації (1951). Створив оригінальний метод отримання поліакриламіду. У 1980 ріку відкрив фотосенсибілізовану полімеризацію. У тому ж році отримав Ленінську премію.